# ミシガン州の都市圏の一覧

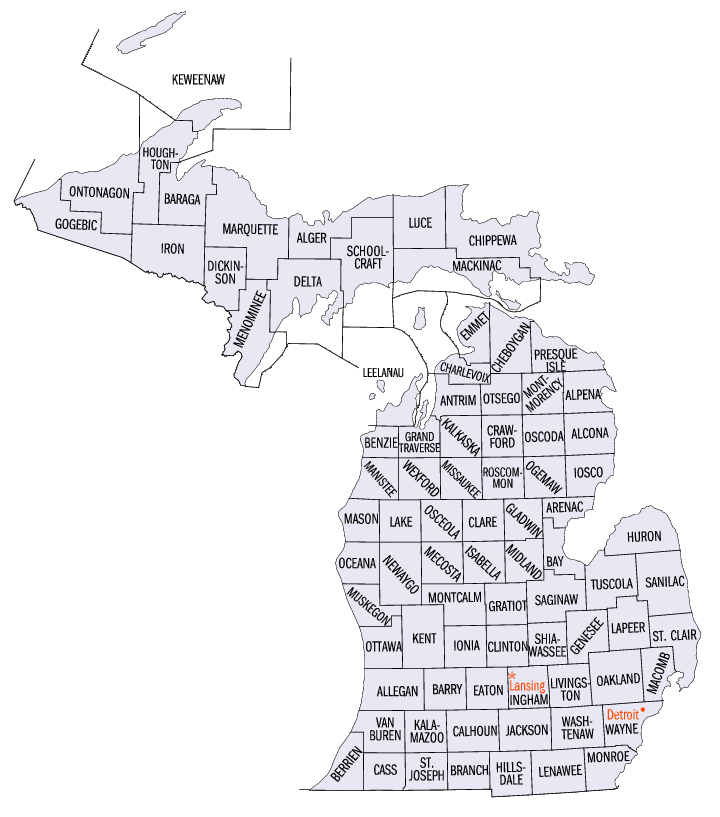
ミシガン州の83郡を示す地図

本項目はミシガン州の都市圏の一覧（ミシガンしゅうのとしけんのいちらん）である。
アメリカ合衆国国勢調査局は、ミシガン州に合同統計地域（CSA/広域都市圏）8ヶ所、大都市統計地域（MSA/都市圏）16ヶ所、および小都市統計地域（μSA/小都市圏）19ヶ所を定義している。下表には、左列より以下の情報を示す。
- 合同統計地域（定義されている場合）の名称
- 合同統計地域の人口
- コアベース統計地域（大都市統計地域および小都市統計地域）の名称
- コアベース統計地域の人口
- 各統計地域に含まれる郡の名称
- 各統計地域に含まれる郡の人口

なお、下表においては、ミシガン州と他州にまたがる合同統計地域およびコアベース統計地域については、名称と統計地域の総人口を青緑色で、ミシガン州内の人口を黒色でそれぞれ示す。また、他州のコアベース統計地域および郡については、その名称と人口を緑色でそれぞれ示す。
下表における人口の数値はすべて2020年に行われた国勢調査時のものである。また、合同統計地域、コアベース統計地域（大都市統計地域・小都市統計地域）のいずれも、2023年7月21日時点での定義に従う。
| 合同統計地域                                         | 人口            | コアベース統計地域                                 | 人口           | 郡                             | 人口      |
| ---------------------------------------------------- | --------------- | -------------------------------------------------- | -------------- | ------------------------------ | --------- |
| デトロイト・ウォーレン・アナーバー広域都市圏         | 5,424,742       | デトロイト・ウォーレン・ディアボーン都市圏         | 4,392,041      | ウェイン郡                     | 1,793,561 |
| デトロイト・ウォーレン・アナーバー広域都市圏         | 5,424,742       | デトロイト・ウォーレン・ディアボーン都市圏         | 4,392,041      | オークランド郡                 | 1,274,395 |
| デトロイト・ウォーレン・アナーバー広域都市圏         | 5,424,742       | デトロイト・ウォーレン・ディアボーン都市圏         | 4,392,041      | マコーム郡                     | 881,217   |
| デトロイト・ウォーレン・アナーバー広域都市圏         | 5,424,742       | デトロイト・ウォーレン・ディアボーン都市圏         | 4,392,041      | リビングストーン郡             | 193,866   |
| デトロイト・ウォーレン・アナーバー広域都市圏         | 5,424,742       | デトロイト・ウォーレン・ディアボーン都市圏         | 4,392,041      | セントクレア郡                 | 160,383   |
| デトロイト・ウォーレン・アナーバー広域都市圏         | 5,424,742       | デトロイト・ウォーレン・ディアボーン都市圏         | 4,392,041      | ラピーア郡                     | 88,619    |
| デトロイト・ウォーレン・アナーバー広域都市圏         | 5,424,742       | フリント都市圏                                     | 406,211        | ジェネシー郡                   | 406,211   |
| デトロイト・ウォーレン・アナーバー広域都市圏         | 5,424,742       | アナーバー都市圏                                   | 372,258        | ウォッシュトノー郡             | 372,258   |
| デトロイト・ウォーレン・アナーバー広域都市圏         | 5,424,742       | モンロー都市圏                                     | 154,809        | モンロー郡                     | 154,809   |
| デトロイト・ウォーレン・アナーバー広域都市圏         | 5,424,742       | エイドリアン小都市圏                               | 99,423         | レンアウェイ郡                 | 99,423    |
| グランドラピッズ・ワイオミング広域都市圏             | 1,486,055       | グランドラピッズ・ワイオミング・ケントウッド都市圏 | 1,150,015      | ケント郡                       | 657,974   |
| グランドラピッズ・ワイオミング広域都市圏             | 1,486,055       | グランドラピッズ・ワイオミング・ケントウッド都市圏 | 1,150,015      | オタワ郡                       | 296,200   |
| グランドラピッズ・ワイオミング広域都市圏             | 1,486,055       | グランドラピッズ・ワイオミング・ケントウッド都市圏 | 1,150,015      | イオニア郡                     | 66,804    |
| グランドラピッズ・ワイオミング広域都市圏             | 1,486,055       | グランドラピッズ・ワイオミング・ケントウッド都市圏 | 1,150,015      | モンカルム郡                   | 66,614    |
| グランドラピッズ・ワイオミング広域都市圏             | 1,486,055       | グランドラピッズ・ワイオミング・ケントウッド都市圏 | 1,150,015      | バリー郡                       | 62,423    |
| グランドラピッズ・ワイオミング広域都市圏             | 1,486,055       | マスキーゴン・ノートンショアーズ都市圏             | 175,824        | マスキーゴン郡                 | 175,824   |
| グランドラピッズ・ワイオミング広域都市圏             | 1,486,055       | ホランド小都市圏                                   | 120,502        | アレガン郡                     | 120,502   |
| グランドラピッズ・ワイオミング広域都市圏             | 1,486,055       | ビッグラピッズ小都市圏                             | 39,714         | メコスタ郡                     | 39,714    |
| ランシング・イーストランシング・オウォッソ広域都市圏 | 541,297         | ランシング・イーストランシング都市圏               | 473,203        | インガム郡                     | 284,900   |
| ランシング・イーストランシング・オウォッソ広域都市圏 | 541,297         | ランシング・イーストランシング都市圏               | 473,203        | イートン郡                     | 109,175   |
| ランシング・イーストランシング・オウォッソ広域都市圏 | 541,297         | ランシング・イーストランシング都市圏               | 473,203        | クリントン郡                   | 79,128    |
| ランシング・イーストランシング・オウォッソ広域都市圏 | 541,297         | オウォッソ小都市圏                                 | 68,094         | シアワシー郡                   | 68,094    |
| カラマズー・バトルクリーク・ポーテージ広域都市圏     | 456,919         | カラマズー・ポーテージ都市圏                       | 261,670        | カラマズー郡                   | 261,670   |
| カラマズー・バトルクリーク・ポーテージ広域都市圏     | 456,919         | バトルクリーク都市圏                               | 134,310        | カルフーン郡                   | 134,310   |
| カラマズー・バトルクリーク・ポーテージ広域都市圏     | 456,919         | スターギス小都市圏                                 | 60,939         | セントジョセフ郡               | 60,939    |
| サギノー・ミッドランド・ベイシティ広域都市圏         | 377,474         | サギノー都市圏                                     | 190,124        | サギノー郡                     | 190,124   |
| サギノー・ミッドランド・ベイシティ広域都市圏         | 377,474         | ベイシティ都市圏                                   | 103,856        | ベイ郡                         | 103,856   |
| サギノー・ミッドランド・ベイシティ広域都市圏         | 377,474         | ミッドランド都市圏                                 | 83,494         | ミッドランド郡                 | 83,494    |
| サウスベンド・エルクハート・ミシャワカ広域都市圏     | 812,199 205,905 | サウスベンド・ミシャワカ都市圏                     | 324,501 51,589 | インディアナ州セントジョセフ郡 | 272,912   |
| サウスベンド・エルクハート・ミシャワカ広域都市圏     | 812,199 205,905 | サウスベンド・ミシャワカ都市圏                     | 324,501 51,589 | カス郡                         | 51,589    |
| サウスベンド・エルクハート・ミシャワカ広域都市圏     | 812,199 205,905 | エルクハート・ゴーシェン都市圏                     | 207,047        | インディアナ州エルクハート郡   | 207,047   |
| サウスベンド・エルクハート・ミシャワカ広域都市圏     | 812,199 205,905 | ナイルズ都市圏                                     | 154,316        | バーリン郡                     | 154,316   |
| サウスベンド・エルクハート・ミシャワカ広域都市圏     | 812,199 205,905 | ウォーソー小都市圏                                 | 80,240         | インディアナ州カズヤスコ郡     | 80,240    |
| サウスベンド・エルクハート・ミシャワカ広域都市圏     | 812,199 205,905 | プリマス小都市圏                                   | 46,095         | インディアナ州マーシャル郡     | 46,095    |
|                                                      |                 | ジャクソン都市圏                                   | 160,366        | ジャクソン郡                   | 160,366   |
|                                                      |                 | トラバースシティ都市圏                             | 153,448        | グランドトラバース郡           | 95,238    |
| リーラノー郡                                         | 22,301          | トラバースシティ都市圏                             | 153,448        |                                |           |
| ベンジー郡                                           | 17,970          | トラバースシティ都市圏                             | 153,448        |                                |           |
| カルカスカ郡                                         | 17,939          | トラバースシティ都市圏                             | 153,448        |                                |           |
| マウントプレザント・アルマ広域都市圏                 | 106,155         | マウントプレザント小都市圏                         | 64,394         | イサベラ郡                     | 64,394    |
| マウントプレザント・アルマ広域都市圏                 | 106,155         | アルマ小都市圏                                     | 41,761         | グラティオット郡               | 41,761    |
|                                                      |                 | マーケット小都市圏                                 | 66,017         | マーケット郡                   | 66,017    |
| マリネット・アイアンマウンテン広域都市圏             | 95,879 49,449   | マリネット小都市圏                                 | 65,374 23,502  | ウィスコンシン州マリネット郡   | 41,872    |
| マリネット・アイアンマウンテン広域都市圏             | 95,879 49,449   | マリネット小都市圏                                 | 65,374 23,502  | メノミニー郡                   | 23,502    |
| マリネット・アイアンマウンテン広域都市圏             | 95,879 49,449   | アイアンマウンテン小都市圏                         | 30,505 25,947  | ディキンソン郡                 | 25,947    |
| マリネット・アイアンマウンテン広域都市圏             | 95,879 49,449   | アイアンマウンテン小都市圏                         | 30,505 25,947  | ウィスコンシン州フローレンス郡 | 4,558     |
|                                                      |                 | キャディラック小都市圏                             | 48,725         | ウェックスフォード郡           | 33,673    |
| ミソーキー郡                                         | 15,052          | キャディラック小都市圏                             | 48,725         |                                |           |
|                                                      |                 | ヒルズデール小都市圏                               | 45,746         | ヒルズデール郡                 | 45,746    |
|                                                      |                 | コールドウォーター小都市圏                         | 44,862         | ブランチ郡                     | 44,862    |
|                                                      |                 | ホートン小都市圏                                   | 39,407         | ホートン郡                     | 37,361    |
| キーウィーノー郡                                     | 2,046           | ホートン小都市圏                                   | 39,407         |                                |           |
|                                                      |                 | スーセントマリー小都市圏                           | 36,785         | チッペワ郡                     | 36,785    |
|                                                      |                 | エスカナバ小都市圏                                 | 34,112         | デルタ郡                       | 34,112    |
|                                                      |                 | ペトスキー小都市圏                                 | 34,112         | エメット郡                     | 34,112    |
|                                                      |                 | ラディントン小都市圏                               | 29,052         | メイソン郡                     | 29,052    |
|                                                      |                 | アルピーナ小都市圏                                 | 28,907         | アルピーナ郡                   | 28,907    |
| （設定無し）                                         | （設定無し）    | （設定無し）                                       | （設定無し）   | バンビューレン郡               | 75,587    |
| （設定無し）                                         | （設定無し）    | （設定無し）                                       | （設定無し）   | タスコラ郡                     | 53,323    |
| （設定無し）                                         | （設定無し）    | （設定無し）                                       | （設定無し）   | ニウェーゴ郡                   | 49,978    |
| （設定無し）                                         | （設定無し）    | （設定無し）                                       | （設定無し）   | サニラック郡                   | 40,611    |
| （設定無し）                                         | （設定無し）    | （設定無し）                                       | （設定無し）   | ヒューロン郡                   | 31,407    |
| （設定無し）                                         | （設定無し）    | （設定無し）                                       | （設定無し）   | クレア郡                       | 30,856    |
| （設定無し）                                         | （設定無し）    | （設定無し）                                       | （設定無し）   | オセアナ郡                     | 26,659    |
| （設定無し）                                         | （設定無し）    | （設定無し）                                       | （設定無し）   | シャルルボア郡                 | 26,054    |
| （設定無し）                                         | （設定無し）    | （設定無し）                                       | （設定無し）   | シボイガン郡                   | 25,579    |
| （設定無し）                                         | （設定無し）    | （設定無し）                                       | （設定無し）   | グラッドウィン郡               | 25,386    |
| （設定無し）                                         | （設定無し）    | （設定無し）                                       | （設定無し）   | イオスコ郡                     | 25,237    |
| （設定無し）                                         | （設定無し）    | （設定無し）                                       | （設定無し）   | オトセゴ郡                     | 25,091    |
| （設定無し）                                         | （設定無し）    | （設定無し）                                       | （設定無し）   | マニスティー郡                 | 25,032    |
| （設定無し）                                         | （設定無し）    | （設定無し）                                       | （設定無し）   | ロスコモン郡                   | 23,459    |
| （設定無し）                                         | （設定無し）    | （設定無し）                                       | （設定無し）   | アントリム郡                   | 23,431    |
| （設定無し）                                         | （設定無し）    | （設定無し）                                       | （設定無し）   | オセオラ郡                     | 22,891    |
| （設定無し）                                         | （設定無し）    | （設定無し）                                       | （設定無し）   | オゲモー郡                     | 20,770    |
| （設定無し）                                         | （設定無し）    | （設定無し）                                       | （設定無し）   | アレナク郡                     | 15,002    |
| （設定無し）                                         | （設定無し）    | （設定無し）                                       | （設定無し）   | ゴギービック郡                 | 14,380    |
| （設定無し）                                         | （設定無し）    | （設定無し）                                       | （設定無し）   | クロフォード郡                 | 12,988    |
| （設定無し）                                         | （設定無し）    | （設定無し）                                       | （設定無し）   | プレスクアイル郡               | 12,982    |
| （設定無し）                                         | （設定無し）    | （設定無し）                                       | （設定無し）   | レイク郡                       | 12,096    |
| （設定無し）                                         | （設定無し）    | （設定無し）                                       | （設定無し）   | アイアン郡                     | 11,631    |
| （設定無し）                                         | （設定無し）    | （設定無し）                                       | （設定無し）   | マキノー郡                     | 10,834    |
| （設定無し）                                         | （設定無し）    | （設定無し）                                       | （設定無し）   | アルコナ郡                     | 10,167    |
| （設定無し）                                         | （設定無し）    | （設定無し）                                       | （設定無し）   | モンモランシー郡               | 9,153     |
| （設定無し）                                         | （設定無し）    | （設定無し）                                       | （設定無し）   | アルジャー郡                   | 8,842     |
| （設定無し）                                         | （設定無し）    | （設定無し）                                       | （設定無し）   | オスコダ郡                     | 8,219     |
| （設定無し）                                         | （設定無し）    | （設定無し）                                       | （設定無し）   | バラガ郡                       | 8,158     |
| （設定無し）                                         | （設定無し）    | （設定無し）                                       | （設定無し）   | スクールクラフト郡             | 8,047     |
| （設定無し）                                         | （設定無し）    | （設定無し）                                       | （設定無し）   | オントナゴン郡                 | 5,816     |
| （設定無し）                                         | （設定無し）    | （設定無し）                                       | （設定無し）   | ルース郡                       | 5,339     |

## 註
1. ↑  QuickFacts. U.S. Census Bureau. 2020年.
2. ↑  OMB Bulletin No. 23-01, Revised Delineations of Metropolitan Statistical Areas, Micropolitan Statistical Areas, and Combined Statistical Areas, and Guidance on Uses of the Delineations of These Areas. Office of Management and Budget. 2023年7月21日.